# 羅尼厄山
46°0′34.2″N 7°13′50.9″E / 46.009500°N 7.230806°E
羅尼厄山（Mont Rogneux），是瑞士的山峰，位於該國南部，由瓦萊州負責管轄，屬於本寧阿爾卑斯山脈的一部分，海拔高度3,084米，每年平均降雨量1,303毫米。